# Гречко Віктор Васильович
Віктор Васильович Гречко (1 вересня 1922 , Веприк, Полтавська губернія  — 14 травня 1992 ) — радянський український вчений-правознавець. Кандидат юридичних наук (1960), професор (1986). Працював у Харківському юридичному інституті, де з 1984 року обіймав посаду професора кафедри природноресурсного права та правової охорони природи. Завідувач наукової бібліотеки інституту в 1957 році. Учасник Другої світової війни.

## Життєпис

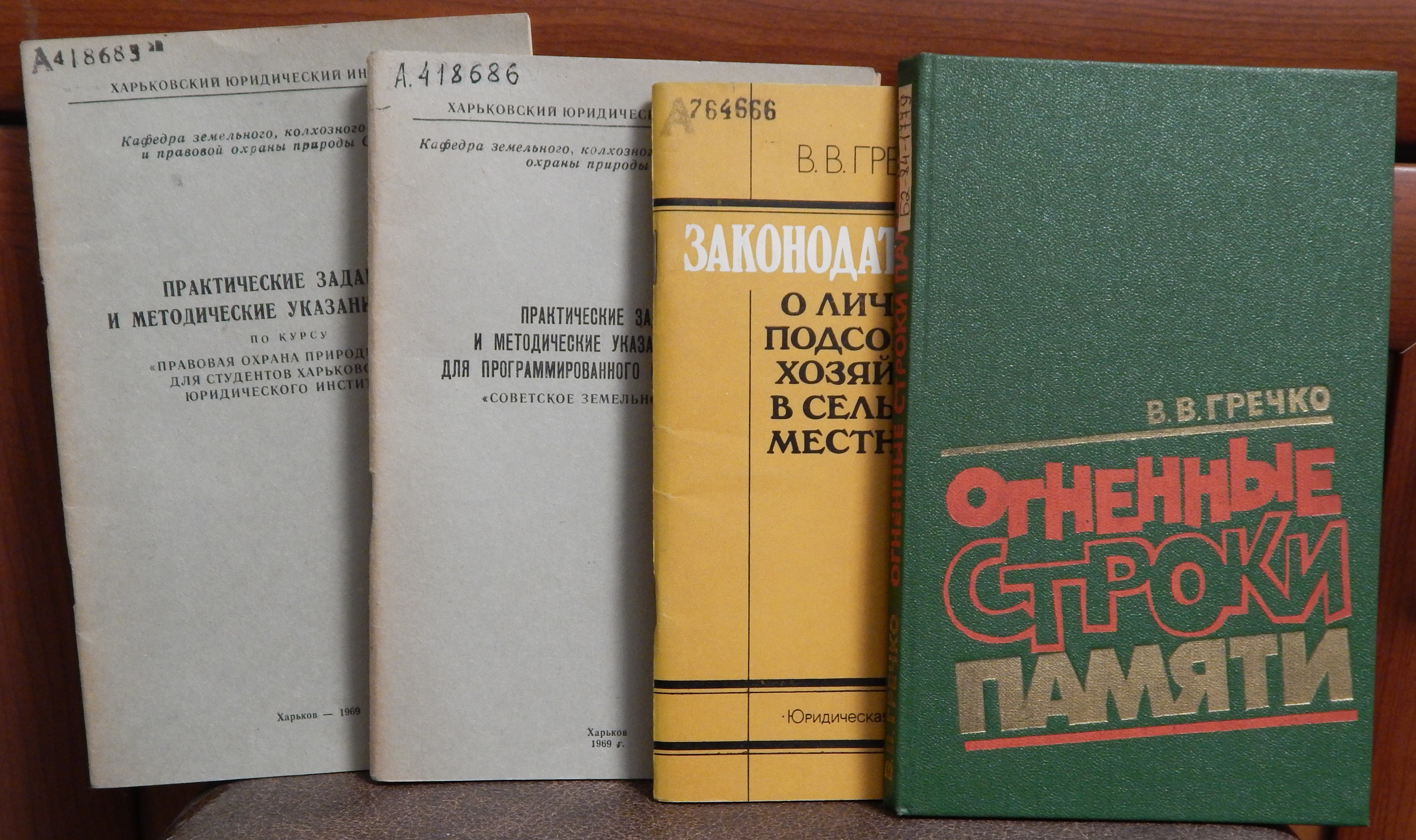
Книги Віктора Гречка

Віктор Гречко народився 1 вересня 1922 року в селі Веприк Гадяцького повіту Полтавської губернії (тепер — Полтавська область, Україна). З 1941 по 1947 рік служив у лавах Червоної Армії, брав участь у боях на Брянському, а згодом 3-му Білоруському фронтах Німецько-радянської війни. Обіймав посаду командира стрілецької роти та начальника розвідки дивізіону мінометного полку. Мав військове звання старшого лейтенанта. У повоєнні роки очолював раду ветеранів 545-го мінометного полку.
Вищу освіту здобув у Харківському юридичному інституті, який з відзнакою закінчив у 1953 році. Відразу ж поступив до аспірантури, де навчався три роки Віктор Гречко перебував аспірантом на кафедрі трудового, колгоспного та земельного права. Потім, з 1956 по 1984 рік Гречко працював на кафедрі земельного права та правової охорони природи, де послідовно обіймав посади асистента, старшого викладача і доцента. Одночасно з науковою та педагогічною роботою, деякий час в 1957 році був завідувачем наукової бібліотеки інституту.
Разом з професором Юліаном Вовоком і доцентом Валентином Чуйковим був одним з основоположників кафедри природноресурсного права і правової охорони природи (зараз кафедра екологічного права). Починаючи з 1984 року Віктор Васильович обіймав посаду професора цієї кафедри.
У 1984 році в Харківському видавництві «Прапор» накладом 10 000 примірників вийшла документальна повість Гречко «Огненные строки памяти», рецензентами якої стали кандидати історичних наук Ю. В. Плотніков і В. О. Горбик.
Віктор Васильович Гречко помер 15 травня 1992 року.

## Наукова діяльність
Віктор Гречко займався вивченням правовідносин у сфері аграрного права з використанням земельних і водних ресурсів. У 1960 році Віктор Гречко захистив дисертацію на здобуття наукового ступеню кандидата юридичних наук за темою «повноваження місцевих рад УРСР та удосконалення роботи їх апарату в 1925—1927 рр.» (рос. Полномочия местных советов УССР и усовершенствование работы их аппарата в 1925—1927 гг.). У 1964 році Віктору Васильовичу було надане вчене звання доцента, а в 1986 — професора. Він один з фундаторів кафедри екологічного права, брав участь у формуванні її колективу. Згідно зі спогадами Анатолія Гетьмана, Віктор Гречко зіграв важливу роль в його житті, запросивши перспективного студента навчатися в аспірантурі на його кафедрі, через що майбутній ректор відмовився від своїх планів працювати у КДБ.
Віктор Васильович став автором або співавтором 67 наукових та науково-методичних праць. Його основними роботами вважаються: «Законодательство о личном подсобном хозяйстве в сельской местности» (1980), «Советское земельное право» (1981, співавтор), «Правовое положение подсобных хозяйств» (1985) і «Конституционное право частной собственности» (1989).

## Нагороди
Віктор Васильович був нагороджений трьома орденами Вітчизняної війни — два I ступеня (30 квітня 1945 і 6 квітня 1985) і один II (26 листопада 1944), орденом Червоної Зірки (9 червня 1944) і медалями, серед яких були: «За відвагу» (15 квітня 1943), «За перемогу над Німеччиною у Великій Вітчизняній війні 1941—1945 рр.» і «За взяття Кенігсберга».